# ТЕС Бані-Яс
24°18′13″ пн. ш. 54°36′37″ зх. д. / 24.30361° пн. ш. 54.61028° зх. д.
ТЕС Бані-Яс – теплова електростанція на південній околиці міста Абу-Дабі (столиця однойменного емірату зі складу Об’єднаних Арабських Еміратів).
Електростанція обладнана газовими турбінами, встановленими на роботу у відкритому циклі. У 1981-му сюди постачили дві турбіни типу General Electrical Frame 6В (MS6001B) потужністю по 30 МВт, а ще дві такі ж надійшли наступного року. 